# واکنش اکسایش و کاهش آلی

واکنش اکسایش و کاهش آلی، کاهش بیرچ

واکنش اکسایش و کاهش آلی یا اکسایش آلی یا کاهش آلی واکنش‌های اکسایش-کاهشی اند که در میان ترکیب‌های آلی روی می‌دهند. اکسایش و کاهش در شیمی آلی، با شیمی معدنی کمی تفاوت دارد چون واکنش‌های بسیاری این نام را به خود می‌گیرند اما در عمل از دید الکتروشیمی، جابجایی الکترونی روی نمی‌دهد.
یک گروه عاملی ساده می‌تواند برای افزایش درجهٔ اکسایش تنظیم شود. عددهای اکسایش تقریبی اند:
- عدد اکسایش ۴- برای آلکان
- عدد اکسایش ۲- برای آلکن، الکل، آلکیل هالید، آمین،
- عدد اکسایش ۰ برای آلکین، کتون، آلدهید، دی‌ال ژمینال (دوقلو)
- عدد اکسایش ۲- برای کربوکسیلیک اسید، آمید، کلروفرم و
- عدد اکسایش ۴- برای کربن دی‌اکسید، کربن تتراکلرید.

متان اکسید می‌شود و به کربن دی‌اکسید تبدیل می‌گردد چون از عدد اکسایش از -۴ به +۴ می‌رسد. از جمله کاهش‌های سنتی می‌توان به کاهش آلکن به آلکان و اکسایش‌های سنتی به اکسید کردن الکل به آلدهید اشاره کرد. در اکسایش، الکترون‌ها برداشته می‌شوند چگالی الکترونی مولکول کاهش می‌یابد و در کاهش، چگالی الکترونی هنگامی افزایش می‌یابد که الکترونی به مولکول افزوده شود. همیشه این نامگذاری برای مولکول آلی صورت می‌گیرد برای نمونه معمول است که بگوییم کاهش کتون توسط لیتیم آلومینیوم هیدرید اما نمی‌گوییم اکسایش لیتیم آلومینیوم هیدرید توسط کتون. در بسیاری واکنش‌های اکسایش یک اتم هیدروژن از مولکول آلی برداشته می‌شود و در برگشت کاهش یک هیدروژن به مولکول آلی افزوده می‌شود. نمونه واکنش‌های آلی که می‌تواند در یک پیل الکتروشیمیایی روی دهد الکترولیز کلبه است.
در تسهیم نامتناسب واکنشگر همزمان دچار کاهش و اکسایش می‌شود و دو ترکیب جدا از خود بجای می‌گذارد.

## کاهش‌های آلی
چندین سازوکار واکنشی برای کاهش‌های آلی وجود دارد:
- جابجایی مستقیم الکترون با کاهش تک-الکترونی با مثلاً کاهش بیرچ
- جابجایی هیدرید در کاهش با مثلاً لیتیم آلومینیوم هیدرید یا یک جابجایی هیدریدی مانند آنچه که در کاهش میروین–پوندورف–ورلی روی می‌دهد.
- کاهش هیدروژن با یک آسان‌گر مانند آسان‌گر لیندلار یا آسان‌گر آدکینز یا در یک واکنش کاهشی ویژه مانند واکنش رزنموند
- واکنش‌های تسهیم نامتناسب مانند واکنش کانیزارو

کاهشی مانند کاهش ولف–کیشنر در هیچ‌یک از دسته‌بندی‌های بالا جای نمی‌گیرد.

## اکسایش‌های آلی
چندین سازوکار واکنشی برای اکسایش‌های آلی وجود دارد:
- جابجایی یک تک-الکترون
- اکسایش از راه واسطه‌های استری با استری یا دی‌اکسید منگنز
- انتقال اتم هیدروژن در قالب هالوژن‌دار کردن رادیکالی
- اکسایش با کمک اکسیژن (سوختن)
- اکسایش‌هایی که در آن ازن در پراکسیدها و ازون‌کافت درگیر می‌شود.
- اکسایش‌هایی که در آن یک سازوکار حذفی (واکنش حذفی) درگیر می‌شود مانند اکسایش سوورن، اکسایش کورنبلوم یا با واکنشگرهای نابی چون ۲-یدوکسی‌بنزوئیک اسید و پریدینان دس–مارتین.
- اکسایش با کمک رادیکال‌های آزاد نیتروکسید، نمک فرمی یا تی ای ام پی او